# Look at Yourself
Albums de Uriah Heep
Salisbury
(1971) Demons and Wizards
(1972)
Singles
1. Look at Yourself
Sortie : 17 octobre 1971

Look at Yourself est le troisième album du groupe de rock britannique, Uriah Heep. Il est sorti le 15 octobre 1971 sur le label Bronze Records et a été produit par Gerry Bron .

## Historique
Cet album  fut enregistré en juillet 1971 aux Lansdowne Studios à Londres. Manfred Mann fut invité à jouer du synthétiseur sur "July Morning" et les membres du groupe Osibisa assurèrent les percussions sur le titre "Look at Yourself". Peu après la sortie de l'album, fin novembre 1971, le batteur Ian Clarke et le bassiste Paul Newton quittèrent le groupe et furent remplacés respectivement par Lee Kerslake (ex- The Gods) et Mike Clarke.
Il est le premier album du groupe à entrer dans les charts britanniques et atteindre une place dans le top 100 du Billboard 200 (# 93). Il se classa aussi dans les charts allemands (# 11) et norvégiens (# 14). Le single "Look at Yourself" eu un petit succès en Allemagne (# 33) et en Suisse (# 4).
La pochette fut une idée de Mick Box, elle comprenait un miroir qui déformait l'image de celui qui le regardait. L'édition américaine fut éditée avec une pochette différente de la pochette anglaise.
Le titre "July Morning" fut repris en Bulgarie pour célébrer une fête hippie qui consiste à se réunir sur une plage de la Mer Noire le 30 juin et passer la nuit à attendre les premiers rayons de soleil du premier juillet.

## Liste des titres
- Les titres sont signés par Ken Hensley, sauf indications.

### Face 1
1. Look at Yourself - 5:09
2. I Wanna Be Free - 4:00
3. July Morning (David Byron / Hensley) - 10:32

### Face 2
1. Tears in my Eyes - 5:01
2. Shadows of Grief (Byron / Hensley) - 8:39
3. What Should Be Done - 4:15
4. Love Machine (Mick Box / Byron / Hensley) - 3:37

### Version remasterisée 1996
1. "Look At Yourself (Single Edit)"  – 3:07
2. "What's Within My Heart (Out-take)" – 5:23

### Version Deluxe Edition 2003
1. "What's Within My Heart (Out-take)" – 5:23
2. "Why (Early Version)"(Box, Byron) – 11:18
3. "Look at Yourself (Single Edit)" – 3:19
4. "Tears in My Eyes (Extended Mix)" – 5:38
5. "What Should Be Done (Alternate Version)" – 4:26
6. "Look at Yourself (Live at the BBC)" – 4:32
7. "What Should Be Done (Live at the BBC)" – 3:26

## Musiciens du groupe
- Mick Box: guitare solo & acoustique
- David Byron: chant sauf sur Look at Yourself
- Ken Hensley: claviers, guitare acoustique, slide & rythmique, chant principal sur Look at Yourself, chœurs
- Paul Newton: guitare basse
- Ian Clarke: batterie, percussions.

## Musiciens additionnels
- Manfred Mann: synthétiseur sur July Morning.
- Teddy, Mac et Loughty du groupe Osibisa: percussions sur Look at Yourself.

## Charts

### Album
| Pays                                  | Durée du classement | Meilleur classement | Date             |
| ------------------------------------- | ------------------- | ------------------- | ---------------- |
| Allemagne (GfK Entertainment)         | 7 semaines          | 33e                 | 25 octobre 1971  |
| Australie (Go-Set Magazine)           | 5 semaines          | 16e                 | 18 mars 1972     |
| Écosse (Scottish Album Chart)         | 1 semaine           | 96e                 | 30 juillet 2021  |
| États-Unis (Billboard 200)            | 20 semaines         | 93e                 | 6 novembre 1971  |
| Norvège (VG-lista)                    | 18 semaines         | 14e                 | 20 décembre 1971 |
| Royaume-Uni (UK Albums Chart)         | 1 semaine           | 39e                 | 13 novembre 1971 |
| Royaume-Uni (UK Rock and Metal Chart) | 2 semaines          | 19e                 | 30 juillet 2021  |

### Single
| Single           | Pays                  | Durée du classement | Meilleur classement | Date            |
| ---------------- | --------------------- | ------------------- | ------------------- | --------------- |
| Look at Yourself | (Single Top 100)      | 7 semaines          | 33e                 | 18 octobre 1971 |
| Look at Yourself | (Schweizer Hitparade) | 8 semaines          | 4e                  | 2 novembre 1971 |